# Ришелье (броненосец)
Броненосец Ришельё(фр. Richelieu) — барбетный броненосец с центральной батареей, построенный для ВМС Франции в 1869—1876 году. Являлся конструктивным развитием броненосцев типа «Ocean». Большую часть карьеры провел на Средиземном море в качестве флагманского корабля Средиземноморского Эскадрона. В 1880 году затонул во время пожара, но вскоре был поднят и восстановлен. Списан в 1901 году.

## История
В 1869 году главный инженер французского флота Анри Дюпуи де Лом разработал проект нового броненосца, развивающего дизайн недавно заложенных кораблей типа «Ocean». Имея аналогичную прототипу компоновку — сплошной пояс по ватерлинии, короткая, тяжело бронированная батарея в центре корпуса (при отсутствии бронирования борта выше пояса вне батареи) и расположенные на верхней палубе барбеты — новый броненосец должен был быть первым двухвинтовым французским кораблем основного класса, и иметь более рациональную внутреннюю компоновку. По соображениям экономии средств он был спроектирован деревянным, обшитым железной броней: французская промышленность все еще не могла позволить себе массовое строительство железных броненосцев. Новый корабль был заложен 1 декабря 1869 года.

## Конструкция
В основных деталях «Ришельё» был близок к «Океану», но ряд элементов конструкции существенно отличались от последнего. «Ришельё» имел более высокий полубак и полностью пересмотренную подводную часть в корме, рассчитанную на размещение двух винтов. Скорость корабля принципиально не изменилась, но маневренность возросла значительно.
Корпус броненосца был изготовлен из дерева, обшитого металлической броней. Он имел характерный завал бортов внутрь в верхней части. Изнутри, водонепроницаемые железные переборки делили корпус на восемь водонепроницаемых отсеков, давая хорошую для того времени гарантию непотопляемости на случай получения одной-двух пробоин.

### Вооружение
Основное вооружение нового корабля состояло из шести 274-миллиметровых 18-калиберных нарезных орудий. Идентичные главнокалиберной артиллерии «Океанов», эти тяжелые пушки были достаточно мощны, чтобы пробить в упор 360-мм броневую плиту, и могли поражать на дистанциях до 1000—2000 метров тонкую броню первых броненосцев. Шесть таких орудий стояли в бронированной батарее на главной палубе, по три на каждый борт.
Это вооружение дополнялось пять 240-миллиметровыми нарезными орудиями несколько меньшей мощности, установленным на верхней палубе. Четыре такие пушки стояли в небронированных барбетах (защищавших только от пуль и осколков), пятое — погонное — орудие, было смонтировано на полубаке, стреляя через орудийный порт под бушпритом. Таким образом, залп на борт «Ришельё» представляли три 274-миллиметровых и два 240-миллиметровых орудия, а по носу могли действовать три 240-миллиметровых орудия.
Вспомогательное вооружение состояло из десяти 120-мм орудий, позже замененных 138-миллиметровыми. Эти орудия стояли на главной палубе вне батареи и не были защищены броней. Они предназначались для стрельбы фугасными снарядами по небронированым частям неприятельских броненосцев, и эффективного поражения корветов и канонерских лодок. Во время модернизации в 1880-х корабль также получил сначала восемь, а затем — восемнадцать 1-фунтовых орудий Гочкисса.
Подводное вооружение состояло из массивного 3-метрового тарана. В 1880-х были добавлены четыре 356-мм торпедных аппарата над водой.

### Броневая защита
Корабль имел полный пояс из кованого железа по всей ватерлинии, толщиной в 220 мм. Батарея защищалась со всех сторон 160-мм плитами на тиковой подкладке. Вне батареи, борт бронирован не был, но с целью предохранения от разлетающихся горящих обломков был прикрыт 10-миллиметровым слоем железа. Главная палуба была защищена 10-миллиметровыми железными листами.
В 1885 году на корабле смонтировали противоторпедные сети Бюлливена. На бортах корабля были установлены поворотные деревянные штативы, которые позволяли при необходимости выставить сетевое заграждение на расстоянии нескольких метров от обшивки. Предполагалось, что торпеда застрянет в этом заграждении и не сможет поразить борт корабля. Против низкоскоростных торпед того времени сети применялись хорошо, но скорость «Ришельё» с выставленными сетями уменьшалась до 4 узлов.

### Силовая установка
«Ришельё» был первым французским броненосцем, имевшим два винта. Две горизонтальные возвратно-поступательные паровые машины, общей мощностью в 4600 л.с., питаемые паром от восьми овальных котлов, позволяли кораблю развивать ход до 13,2 узлов. Запаса угля хватало на 6100 км 10-узлового хода. В изначальном проекте корабль нес парусное оснащение брига, но затем для снижения верхнего веса оно было уменьшено до парусного оснащения шхуны.

## Служба
Заложенный на стапеле в Тулоне в 1869 году, «Ришельё» не был готов ко времени франко-прусской войны, и из-за связанной с ней задержки строительства был спущен на воду лишь в 1873 году. Недостаточное послевоенное финансирование и устаревшие методики строительства французских верфей привели к тому, что корабль вступил в строй в 1876 году.
В 1876 году «Ришельё» был принят в состав Средиземноморского Эскадрона. Он был флагманским кораблем Средиземноморского Флота до 1879 года, когда был временно выведен в резерв. В 1880 году, когда корабль стоял в Тулоне, на его борту вспыхнул пожар: во избежание взрыва погребов, команда затопила броненосец, и тот лег на дно на глубине 10,7 метров, почти горизонтально лежа на правом борту. Потребовались значительные усилия и демонтаж почти всего верхнего веса, чтобы выпрямить лежащий на дне корабль для его подъема.
8 октября 1881 года, после подъема и ремонта, «Ришельё» вернулся в строй. Он служил флагманским кораблем до 1886 года, когда был выведен в резерв. В 1892 году он вновь был укомплектован и стал флагманским кораблем Резервного Эскадрона, в роли которого прослужил до 1900 года, когда, наконец, был выведен из состава флота. Продан на слом в 1911 году.

## Оценка проекта
«Ришельё» был удачным развитием проекта «Океан», заимствуя у него основную компоновку. Вооружение нового броненосца было расположено более рационально: тяжелые 274-мм орудия расположили в батарее, а более легкие 249-мм — переставили в барбеты, что позволило снизить верхний вес и улучшить остойчивость броненосца. Корпус его был разделен более рационально — фактически, «Ришельё» можно считать первым французским броненосцем с подлинно эффективными мерами непотопляемости. Двухвинтовая же силовая установка обеспечивала кораблю значительно меньший диаметр циркуляции (за счет работы машин «враздрай») чем у одновинтовых аналогов.
Главным недостатком корабля было применение в качестве основного конструкционного материала дерева. Пожароопасность его наглядно продемонстрировало затопление корабля в гавани из-за пожара в 1880 году.